# Schubensteinweg

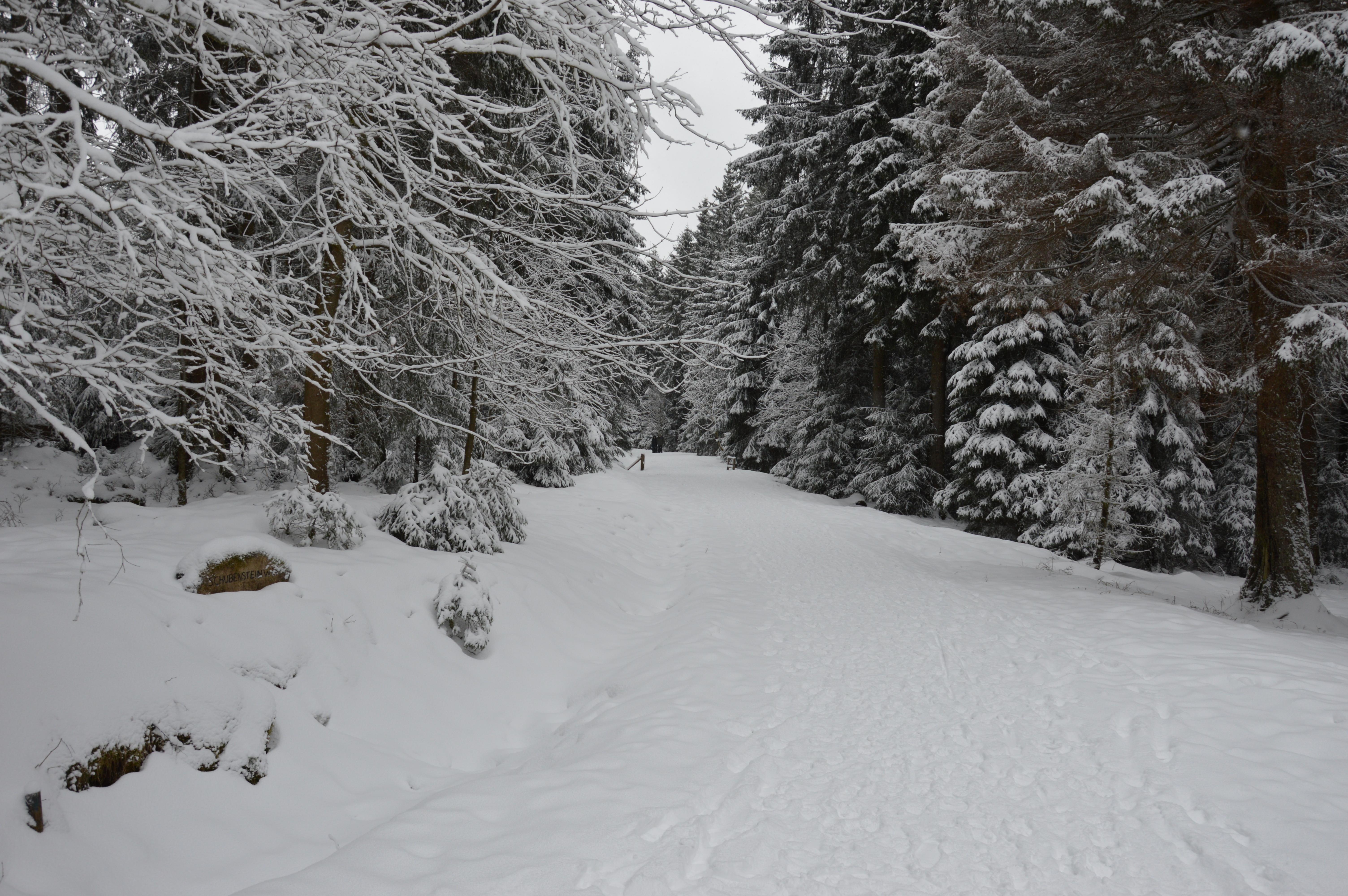
Schubensteinweg, Februar 2018

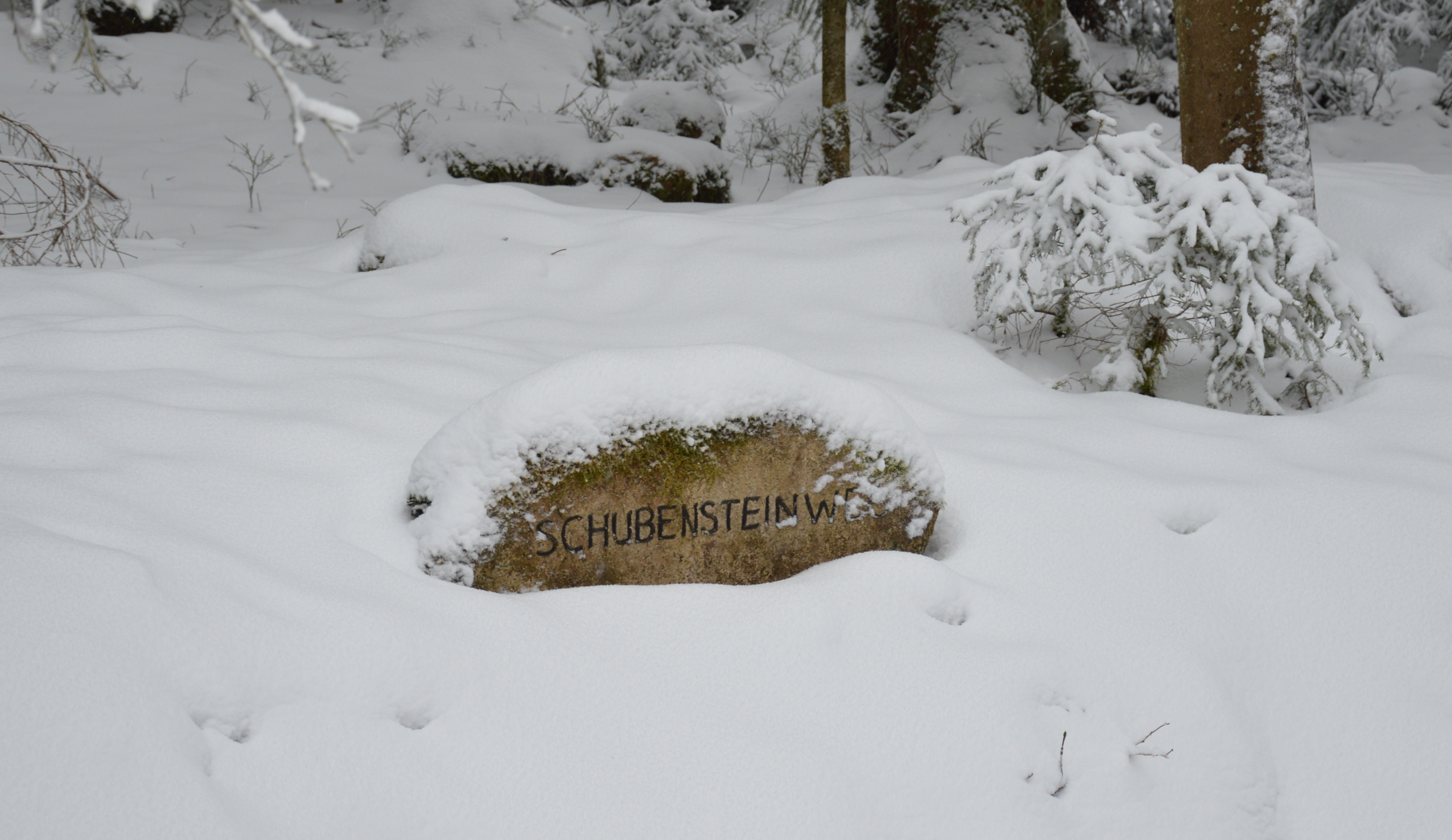
Stein mit der Aufschrift Schubensteinweg

Der Schubensteinweg ist ein Wanderweg im Nationalpark Harz östlich von Torfhaus im gemeindefreien Gebiet Harz (Landkreis Goslar) in Niedersachsen.
Der etwa einen Kilometer lange Weg führt vom östlichen Ende des Torfhauser Rodellifts Brockenblick in nordöstlicher Richtung und überquert den Bach Radau. Nahe dem östlichen Ende passiert der Weg die südlich gelegene Schubenstein-Klippe. Von Süden mündet danach der Wanderweg Torfmoorweg ein, der zum Schubenstein führt. Etwas weiter östlich trifft der Weg dann auf den überregionalen Wanderweg Kaiserweg.